# Albert Hellerström

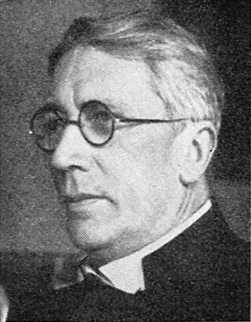
Albert Hellerström.

Albert Oscar Torvald Hellerström, född den 19 augusti 1881 i Tolgs församling, Kronobergs län, död den 16 maj 1972 i Stockholm, var en svensk präst.
Hellerström avlade mogenhetsexamen i Växjö 1900. Han blev samma år student vid Lunds universitet, där han avlade teologisk-filosofisk examen 1903 och teoretisk teologisk examen 1906. Hellerström prästvigdes för Växjö stift sistnämnda år. Han blev vice pastor i Sjösås församling 1906 och domkyrkoadjunkt i Växjö 1907. Hellerström var extra lärare vid Växjö högre allmänna läroverk 1907–1908, genomgick provår i Stockholm 1908-1909, var extra lärare vid högre realläroverket å Norrmalm 1909–1910 och adjunkt där 1911–1915. Han var pastorsadjunkt i Oscars församling i Stockholm 1908–1912. Hellerström blev legationspredikant och kyrkoherde i Ulrika Eleonora församling i London 1916. Han erhöll extra ansökningsrätt 1924 och rätt att övergå till Uppsala ärkestift 1928. Hellerström blev kyrkoherde i Danderyds församling 1928, med tillträde 1930, och kontraktsprost 1948. Han blev emeritus 1952. Hellerström blev lärare i liturgik vid Kungliga Musikhögskolan 1930. Han promoverades till teologie hedersdoktor i Lund 1941. Hellerström var ledamot av kyrkomötet 1938 och 1941 samt orator vid prästmötet i Stockholms stift 1951. Han blev ledamot av Vasaorden 1924 och av Nordstjärneorden 1928. Hellerström vilar på Danderyds kyrkogård.